# Wasserturm Bad Segeberg
| Wasserturm Bad Segeberg | Wasserturm Bad Segeberg    |
| Daten                   | Daten                      |
| ----------------------- | -------------------------- |
| Baujahr:                | 1907–1910                  |
| Turmhöhe:               | 34,6 m                     |
| Nutzhöhe:               | 22,8 m                     |
| Behälterart:            | Barkhausen                 |
| Volumen des Behälters:  | 200 m³                     |
| Stilllegung:            | 1977                       |
| Ursprüngliche Nutzung:  | Wasserversorgung der Stadt |
| Heutige Nutzung:        | Wohnung                    |

Der Segeberger Wasserturm wurde in den Jahren 1907 bis 1910 in der Nähe des Kalkbergs errichtet.
Bis 1977 diente er Bad Segeberg als Garant für einen ausgeglichenen Wasserdruck, dann stand er jahrelang leer. 1988 wurde er unter Denkmalschutz gestellt.

## Der Bau
Der Segeberger Architekt H.T. Teege entwarf den knapp 35 m hohen Wasserturm. Das Bauwerk hat einen kreisrunden Grundriss und wurde in Ziegelbauweise errichtet. Der Unterbau läuft nach oben zunächst konisch zu. Im Bereich des Wasserbehälters ist der Bau leicht verbreitert. Abgeschlossen wird der Turm durch ein ziegelgedecktes Kegeldach mit kupferner Spitze.
Der obere Teil enthielt ursprünglich einen Barkhausen-Wasserbehälter mit 200 m³ Fassungsvermögen. Dieser Behälter mit halbkugelförmigem Behälterboden benötigt keinen Stützring mehr und stellt daher einen Fortschritt dar gegenüber den älteren Bauformen wie Hängebodenbehälter oder Intze-Behälter.

## Geschichte der Segeberger Wasserversorgung
Vor 1910 erfolgte die Wasserversorgung Segebergs über dezentrale Brunnen, an die jeweils 12 bis 21 Hausgemeinschaften angeschlossen waren. Die Brunnen wurden von Pumpengesellschaften oder Sodgemeinschaften betrieben. Die Stadt wachte über die Hygiene.
Nach 1910 erlaubte der Bau des Wasserwerks mit Wasserturm eine zentrale Wasserversorgung. Da aber in Segeberg kein Zwang zum Anschluss an die Wasserleitung bestand, blieben viele Brunnen erhalten. Erst Ende der 1920er Jahre wurden die letzten von ihnen stillgelegt.

## Umnutzung
Nach einer Zwangsversteigerung im Jahr 1997 erwarb ein Immobilienkaufmann das Bauwerk für 93 000 DM. Anschließend folgte die Umgestaltung zur Wohnnutzung. Dazu wurde der Turm komplett entkernt, um neue Ebenen einzuziehen. Vom Wasserbehälter wurden die Stahlplatten ausgebaut, die L-Profile blieben für die statische Sicherung des Gebäudes erhalten. Im Inneren hat man einen Treppenturm neu gemauert und eine Stahlspindel eingezogen. Ein seilhydraulischer Aufzug reicht bis auf die vierte Ebene. An dem zweijährigen Um- und Ausbau waren die Architekten W. Becker, Schoßmacher und Jungk beteiligt.
| Wohnebene | Räume                                      |
| --------- | ------------------------------------------ |
| Ebene 7   | Heizungszentrale, Waschküche, Abstellraum  |
| Ebene 6   | Elternschlafzimmer                         |
| Ebene 5   | Wohnzimmer                                 |
| Ebene 4   | Küche und ein Eßplatz.                     |
| Ebene 3   | Ein Kinderzimmer                           |
| Ebene 2a  | Ein Kinderzimmer                           |
| Ebene 2   | Ein Gästezimmer                            |
| Ebene 1   | Eingangsbereich und Arbeitsbereich         |
| Keller    | Fahrstuhlbetriebsraum und kleine Werkstatt |

Seit 2020 ist der Wasserturm ein Hotel.